# エリオット・カウズ

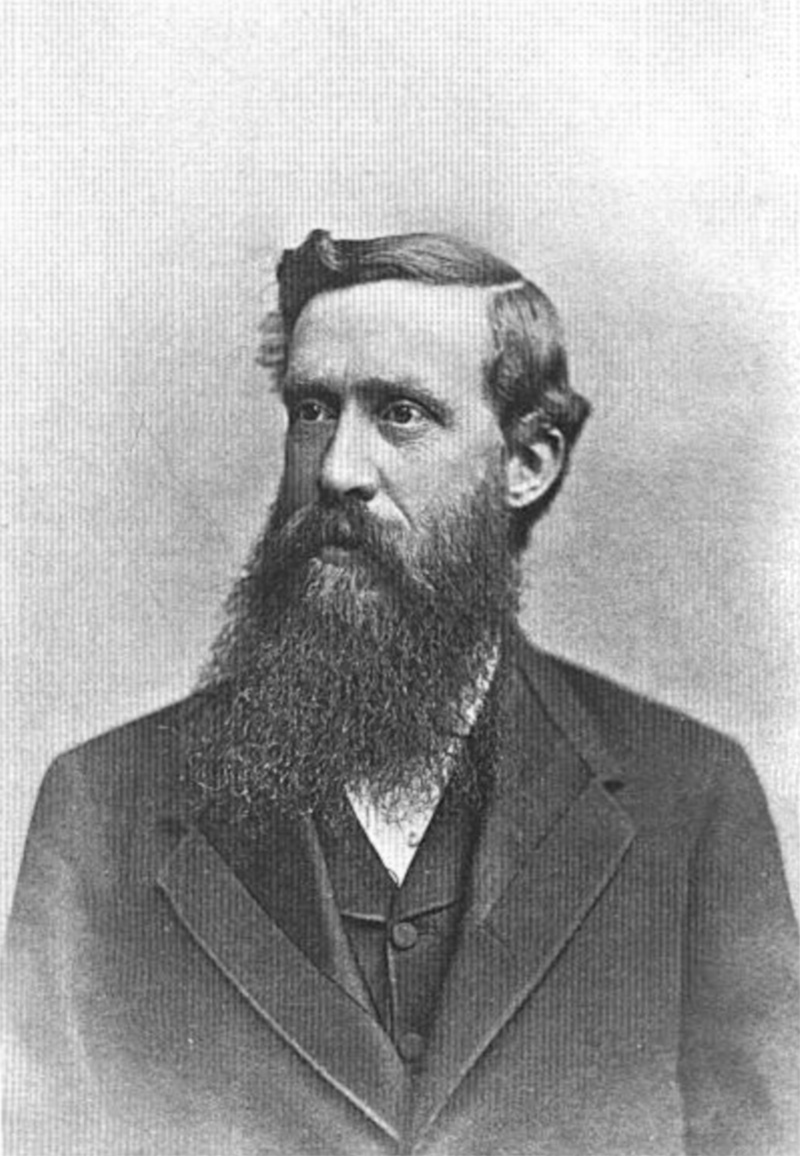
エリオット・カウズ

エリオット・カウズ（Elliott Coues、/ˈkaʊz/、1842年9月9日 – 1899年12月25日）はアメリカ合衆国の鳥類学者、動物学者、軍医、著述家である。

## 略歴
ニューハンプシャー州のポーツマスに生まれた。1953年にワシントンに移り、コロンビアン・カレッジ(現、ジョージ・ワシントン大学) で1861年にBA、1863年にMAを取得した。19歳になった1861年に北アメリカの魚類に関するモノグラフを出版していた。アメリカにおける博物学の中心人物の一人、スペンサー・フラトン・ベアードの薦めで、軍医に進み、1862年に軍医学校に入学し1864年に軍医助手となった。1869年にノリッチ大学などから動物学、比較解剖学の教授として招かれるが、軍医の仕事を続けた。
1872年に、鳥類の分類学の発展に貢献した著書、"Key to North American Birds" を発表し、1884年、1891年に改訂版を
出版した。1873年から1876年の間、フェルディナンド・ヴァンデヴィア・ヘイデンが率いた、アメリカ北部の開拓地域の科学調査に医師、博物学者として参加した。1874年に"Birds of the North-west"、1878年に"Birds of the Colorado Valley" を出版した。1877年に哺乳類の分野でも、"North American Rodentia" を出版した。1876年から1880年の間、政府の地質調査、地理調査の事務局を務め、1877年からコロンビア大学の医学校で解剖学を教え始めた。
1881年に研究と著作に専念するために軍を退役し、1882年にコロンビア大学の解剖学の教授に任じられた。1833年にアメリカ鳥学会の創立者の一人となり、会誌 The Aukなどの出版の責任者となった。
1880年に神智学協会のヘンリー・スティール・オルコットと知り合い、神智学協会で活動し、その後、ワシントン・グノーシス主義神学会(Gnostic Theosophical Society of Washington)を設立し、1890年にはアメリカ無神論的神智学会(Esoteric Theosophical Society of America)を設立し会長になった。

## 著書の図版
"Key to North American birds" の図版

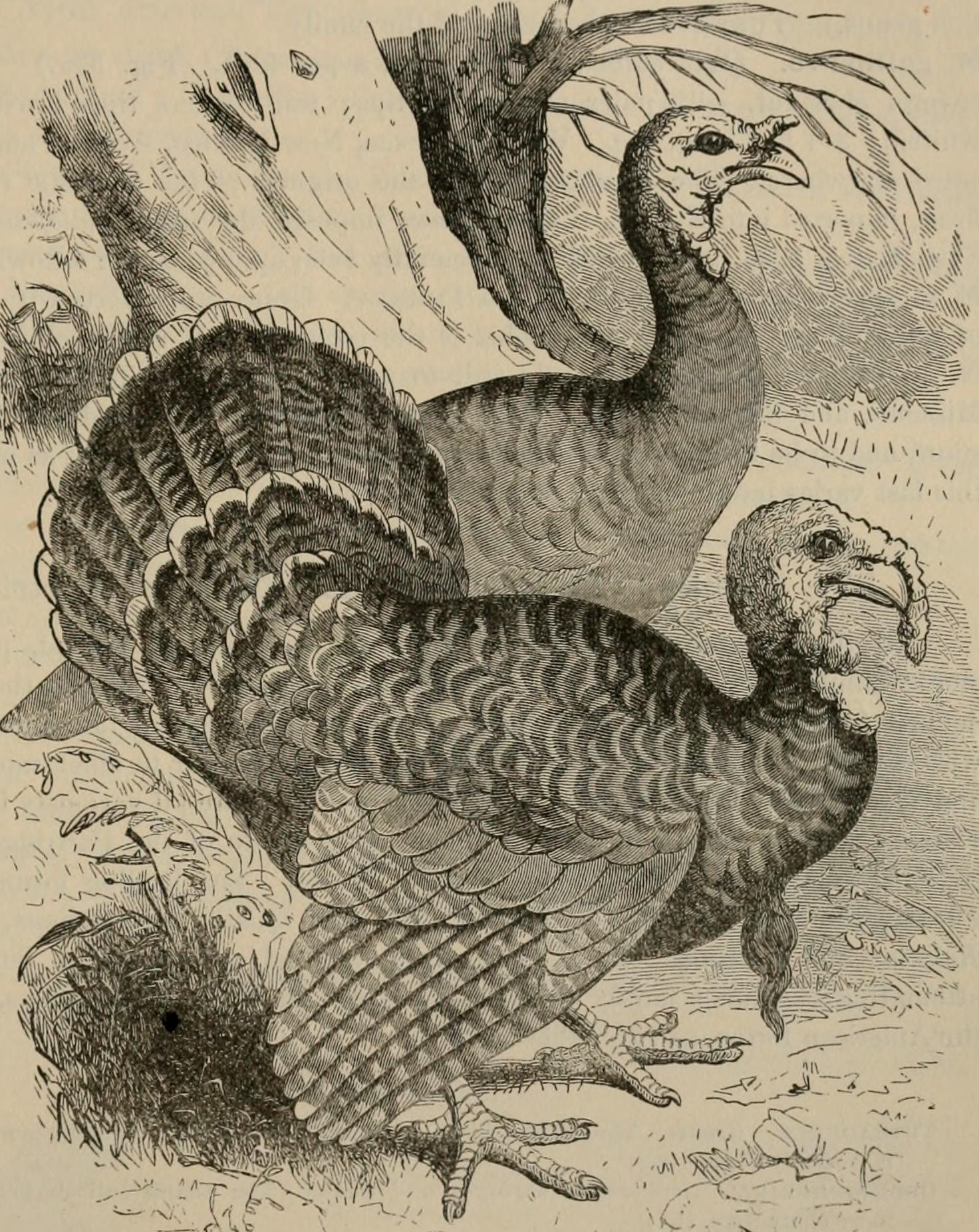
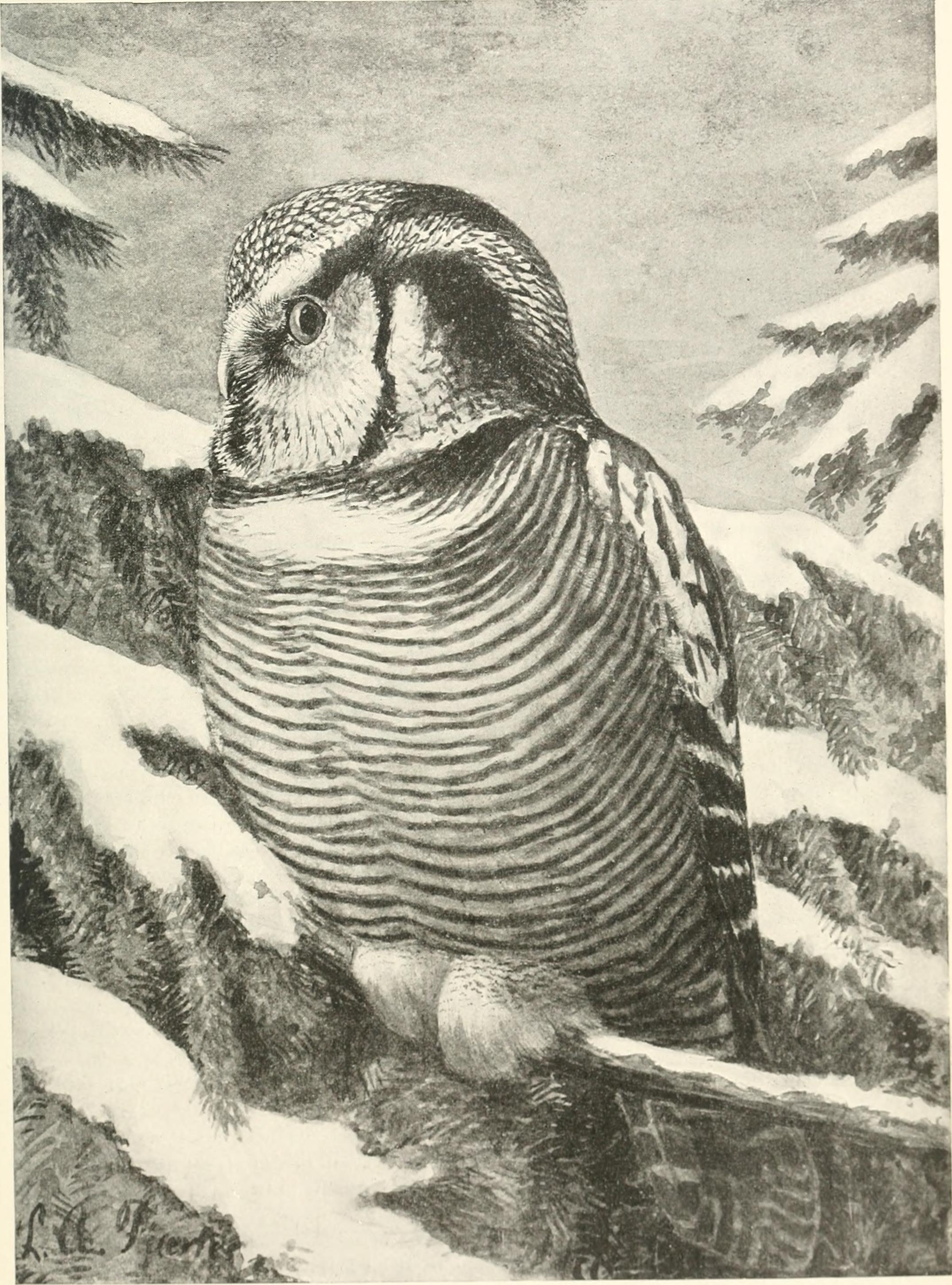
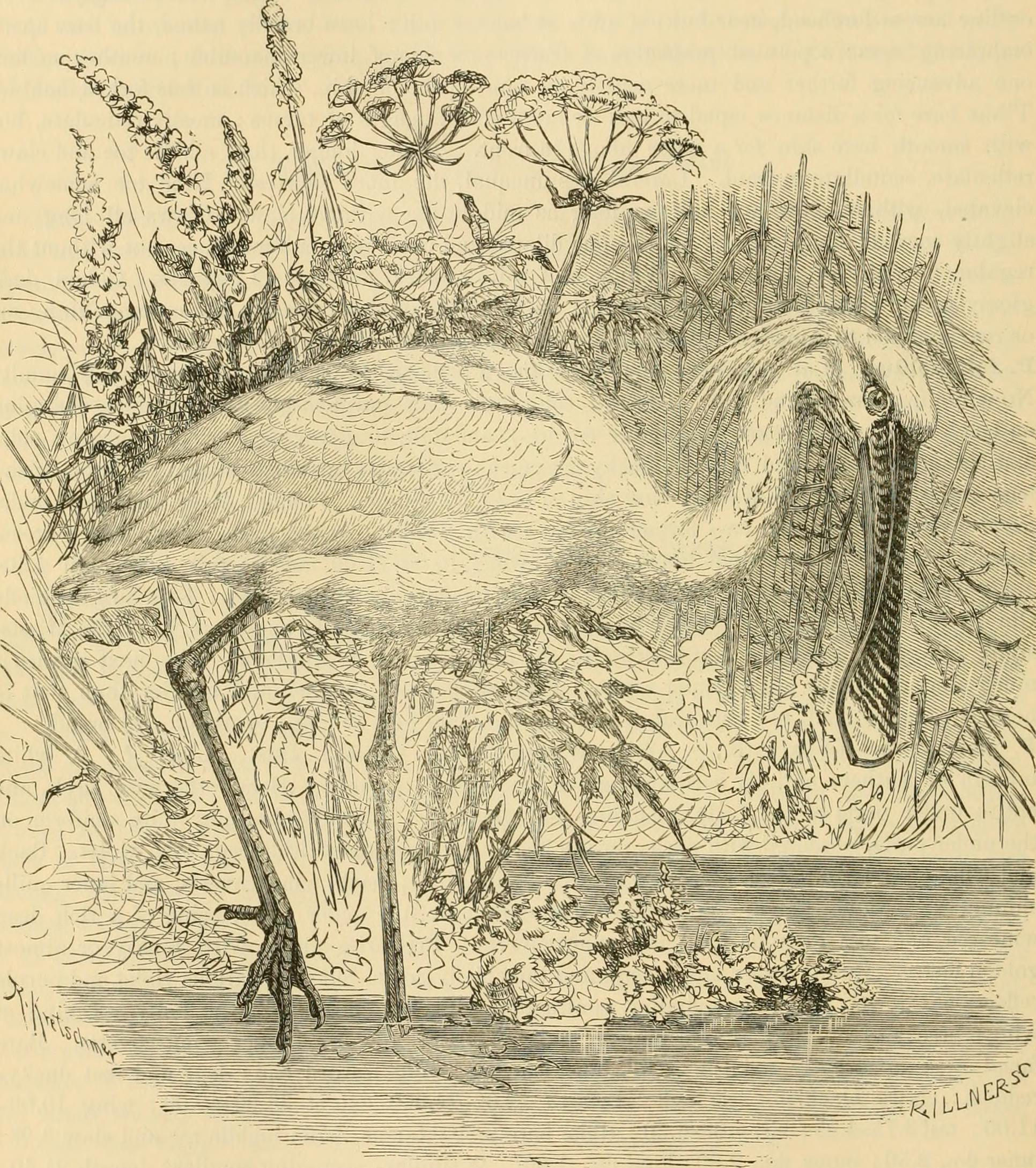
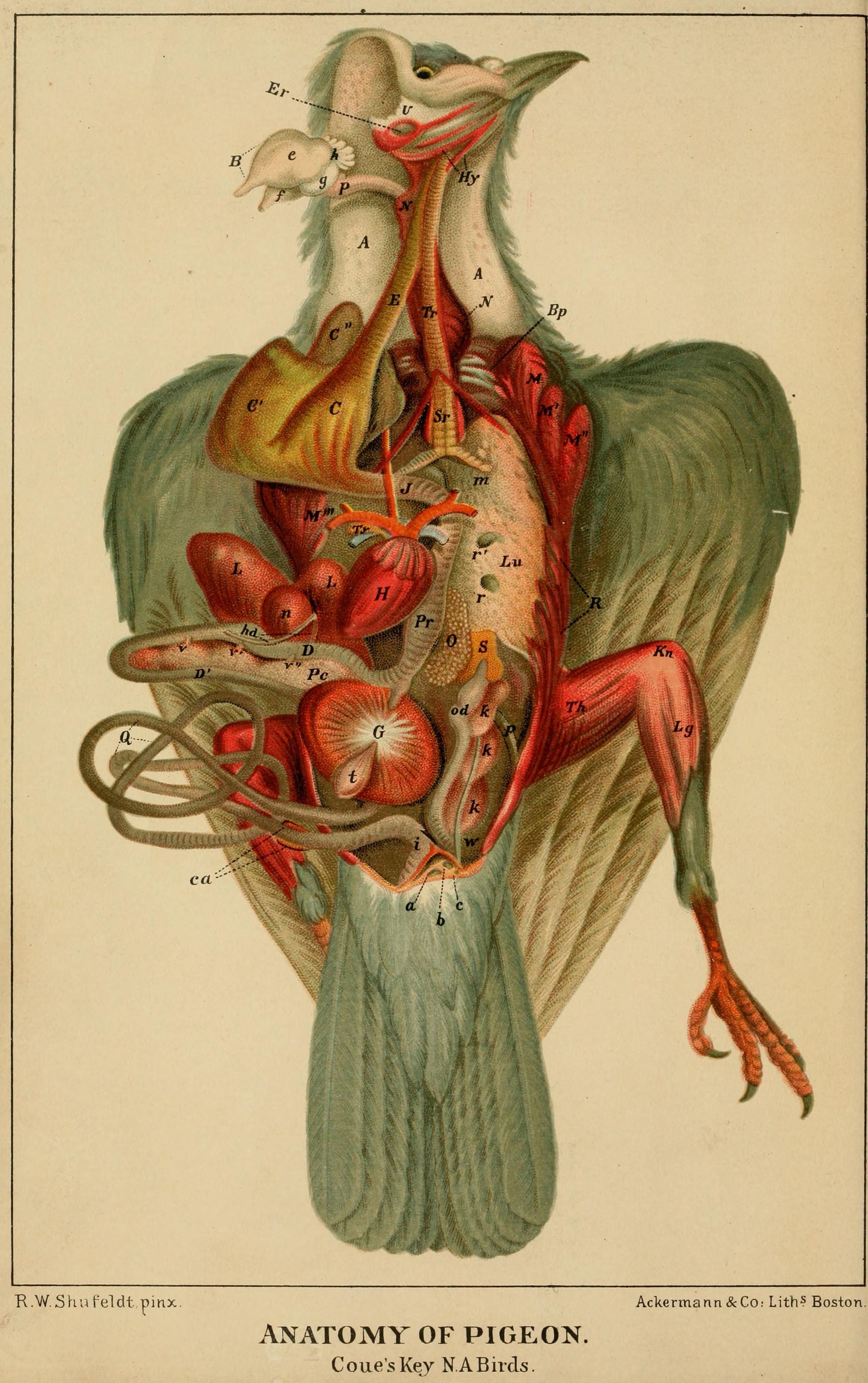
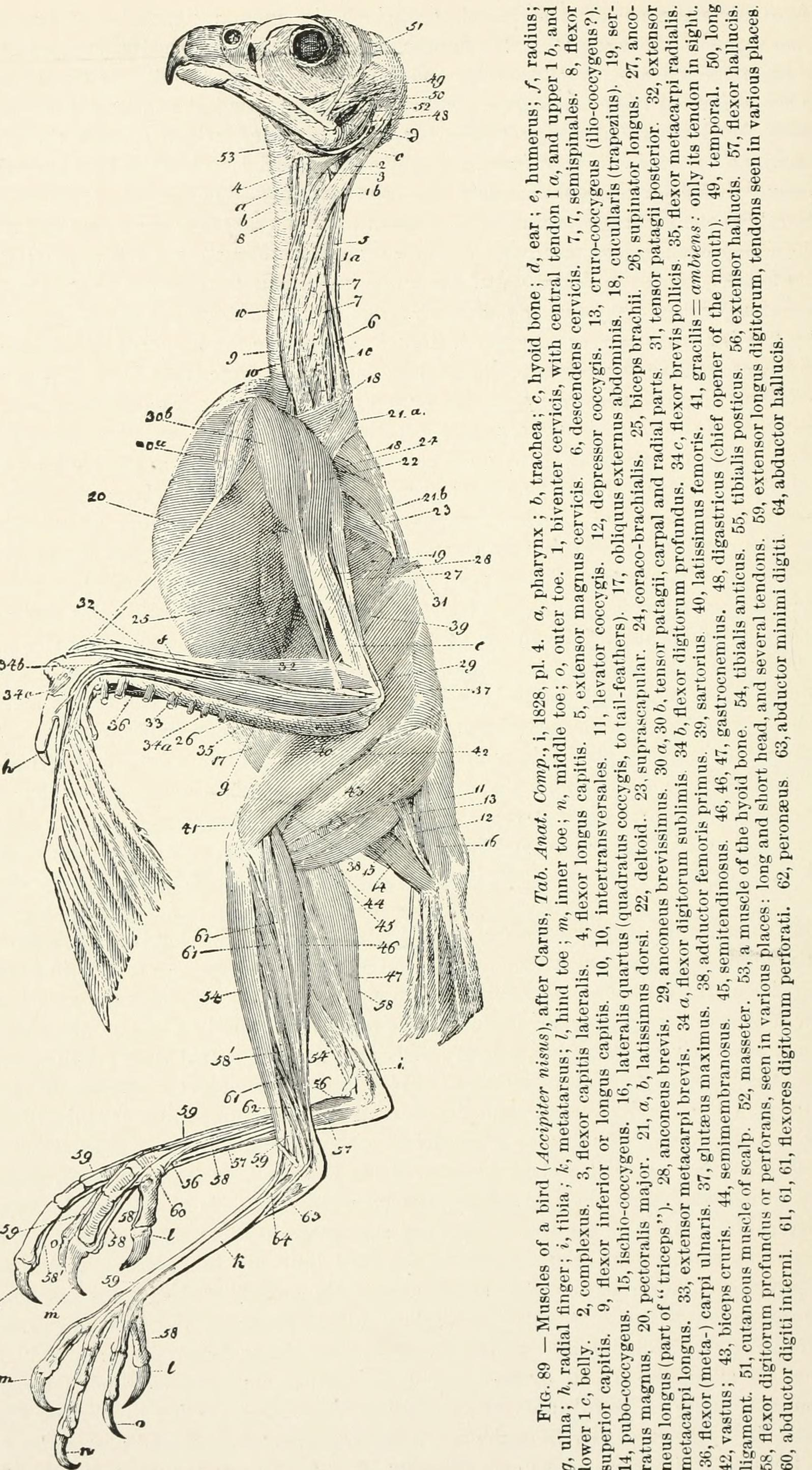

## 著作
- 1861 : A monograph of the Tringeae of North America2 (Philadelphie).
- 1873 : A check list of North American birds3 (Naturalists' agency, Salem).
- 1874 : Field ornithology. Comprising a manual of instruction for procuring, preparing and preserving birds, and a check list of North American birds4 (Naturalists' agency, Salem).
- 1874 : Birds of the North-west
- 1877 : Monographs on North American Rodentia, avec Joel Asaph Allen
- 1878 : Birds of the Colorado Valley... scientific and popular information concerning North American ornithology5 (Gov’t print, Washington).
- 1878-1880 : A Bibliography of Ornithology (incomplet).
- 1879 : A check list of North American birds6 (F.W. Putnam, Salem).
- 1881-1883 : Winfrid Alden Stearns (1852-1909)と共著, New England bird life: being a manual of New England ornithology7 (Lee and Shepard, Boston ; C.T. Dillingham, New York).
- 1882 : The Coues check list of North American birds8 (Estes and Lauriat, Boston).
- 1884 : Biogen, A Speculation on the Origin and Motive of Life
- 1884 : The Daemon of Darwin
- 1886 : Can Matter Think ?
- 1887 : Neuro-Myology